# Сержіу Паулінью
Сержіу Паулінью (порт. Sérgio Paulinho, 26 березня 1980) — португальський велогонщик.
Срібний призер Олімпійських Ігор 2004 року в груповій шосейній гонці.